# Chess Titans
Chess Titans è un videogioco di scacchi sviluppato dalla Oberon Games e distribuito da Microsoft in Windows Vista (edizione Home Premium o superiore) e Windows 7.

## Grafica
Il gioco è stato progettato per Windows Aero: la scacchiera può essere ruotata in 3D, e sono disponibili diversi temi per i pezzi e la scacchiera.

### Temi
Pezzi:
- Porcellana
- Vetro smerigliato
- Legno

Scacchiera:
- Porcellana
- Marmo
- Legno

## Modalità di gioco
Il gioco può essere controllato mediante mouse oppure con un gamepad come quelli per la PlayStation 3 o con un controller per Xbox 360 per Windows. Il gioco può anche essere usato tramite Windows Media Center, controllandolo con il telecomando della scheda TV.

### Un giocatore
Il giocatore può giocare contro il computer dopo aver selezionato il livello di difficoltà in una scala da 1 a 10. Il giocatore può vedere segnate sulla scacchiera l'ultima mossa. Cliccando su un pezzo, il gioco visualizza le mosse che tale pezzo può effettuare (tale opzione può essere disabilitata).

### Due giocatori
Quando si affrontano due giocatori umani, il gioco ruota automaticamente la scacchiera di 180 gradi dopo ogni semimossa. Anche tale opzione può essere disattivata.